# 地方公共団体の議会の解散に関する特例法
地方公共団体の議会の解散に関する特例法（ちほうこうきょうだんたいのぎかいのかいさんにかんするとくれいほう、昭和40年6月3日法律第118号）は、地方議会の自主解散に関する法律で、地方自治法に対する特別法である。
法令番号は昭和40年法律第118号、1965年（昭和40年）6月3日に公布された。

## 概要
地方議員の4分の3以上の者が出席し、その5分の4以上の者が賛成すれば、議会を自主解散できるものとした。
1965年の東京都議会黒い霧事件がきっかけとなって制定された。
都道府県議会では東京都議会（1965年6月）・茨城県議会（1966年12月）の例がある。
自主解散の理由としては地方議会議員選挙における選挙違反や正副議長選出に関する不祥事・抗争や公共事業等に絡む汚職が主に上げられる。
任期末が知事や町長など首長選挙と接近する場合、経費削減や投票者の利便を確保する目的に自主解散して同日選挙とすることがある。平成27年（2015年）だけでも、埼玉県毛呂山町、杉戸町の例がある。